# Bienvenu Mugenzi
Bienvenu Mugenzi (8 de noviembre de 1993) es un futbolista ruandés que juega en la demarcación de delantero para el SC Kiyovu Sport de la Primera División de Ruanda.

## Selección nacional
El 17 de noviembre de 2022 hizo su debut con la selección de fútbol de Ruanda en un encuentro amistoso contra Sudán que finalizó con un resultado de empate a cero.

## Clubes
| Club            | País   | Año       | Partidos | Goles |
| --------------- | ------ | --------- | -------- | ----- |
| Marines FC      | Ruanda | 2014-2015 |          |       |
| APR FC          | Ruanda | 2015-2016 |          |       |
| Bugesera FC     | Ruanda | 2016-2018 |          |       |
| APR FC          | Ruanda | 2018-2019 |          |       |
| Marines FC      | Ruanda | 2019-2021 |          |       |
| SC Kiyovu Sport | Ruanda | 2021-     |          |       |